# Cycas seemannii
Cycas seemannii  (лат.) — вечнозелёное древовидное растение рода Саговник. Видовое латинское название дано в честь немецкого натуралиста и издателя Бертольда Карла Земана (1825—1871), собравшего типовой образец.
Стебли древовидные, 4—10 м высотой, 10-20 см диаметром в узком месте. Листья тёмно-зелёные, полуглянцевые, длиной 150-200 см. Пыльцевые шишки веретеновидные, от оранжевого до коричневого цвета (бледные), длиной 35-50 см, 12-15 см диаметром. Мегаспорофилы 25-35 см длиной, белые войлочные и жёлто-войлочные. Семена плоские, яйцевидные, 45-60 мм длиной, 40-50 мм в ширину; саркотеста оранжево-коричневая, 4-5 мм толщиной.
Вид распространён на островах Фиджи, Новая Каледония, Тонга, Вануату. Произрастает от 0 до 600 метров над уровнем моря. Этот вид встречается на стабилизированных прибрежных дюнах, образованных на коралловом песке или коралловом известняке, реже на базальтовых суглинках и других тяжёлых видах почвы. Растёт в засушливых районах на скалистых открытых склонах и горных хребтах.
Растения используют для декоративных целей. Семена измельчают и превращают в своего рода хлеб и свежие мужские шишки, как говорят, съедобные.
Много мест его произрастания было заменено сельским хозяйством, но, многие растения до сих пор встречаются на участках ненарушенных лесов.